# Heart of Midlothian Football Club 2016-2017
Questa voce raccoglie le informazioni riguardanti l'Heart of Midlothian Football Club nelle competizioni ufficiali della stagione 2016-2017.

## Stagione
- In Scottish Premiership gli Hearts si classificano al 5º posto (46 punti), tra St. Johnstone e Partick Thistle.
- In Scottish Cup sono eliminati agli ottavi di finale dall'Hibernian (0-0 e poi 3-1 nel replay).
- In Scottish League Cup sono eliminati al secondo turno dal St. Johnstone (3-2).
- In Europa League superano il primo turno preliminare battendo gli estoni del FCI Tallinn (6-3), poi sono eliminati al secondo turno preliminare dai maltesi del Birkirkara (1-2).

## Maglie e sponsor
| Casa | Trasferta | Terza divisa |

## Rosa
Fonte:
| N. |                             | Ruolo | Calciatore               |
| -- | --------------------------- | ----- | ------------------------ |
| 1  | Scozia (bandiera)           | P     | Jack Hamilton            |
| 2  | Scozia (bandiera)           | D     | Callum Paterson          |
| 3  | Marocco (bandiera)          | D     | Faycal Rherras           |
| 4  | Brasile (bandiera)          | D     | Igor Rossi               |
| 4  | Grecia (bandiera)           | D     | Alexandros Tziolīs       |
| 5  | Turchia (bandiera)          | D     | Alım Öztürk              |
| 5  | Irlanda del Nord (bandiera) | D     | Aaron Hughes             |
| 6  | Stati Uniti (bandiera)      | C     | Perry Kitchen (capitano) |
| 7  | Scozia (bandiera)           | C     | Jamie Walker             |
| 8  | Ghana (bandiera)            | C     | Prince Buaben            |
| 10 | Belgio (bandiera)           | C     | Arnaud Djoum             |
| 11 | Scozia (bandiera)           | C     | Sam Nicholson            |
| 12 | Grecia (bandiera)           | D     | Anastasios Aulōnitīs     |
| 13 | Svezia (bandiera)           | P     | Viktor Noring            |
| 14 | Scozia (bandiera)           | D     | John Souttar             |
| 15 | Scozia (bandiera)           | D     | Don Cowie                |

| N. |                       | Ruolo | Calciatore          |
| -- | --------------------- | ----- | ------------------- |
| 12 | Marocco (bandiera)    | C     | Moha El Ouriachi    |
| 17 | Nigeria (bandiera)    | D     | Juwon Oshaniwa      |
| 18 | Irlanda (bandiera)    | A     | Conor Sammon        |
| 19 | Polonia (bandiera)    | A     | Krystian Nowak      |
| 20 | Norvegia (bandiera)   | A     | Bjørn Maars Johnsen |
| 22 | Scozia (bandiera)     | C     | Angus Beith         |
| 23 | Scozia (bandiera)     | A     | Robbie Muirhead     |
| 24 | Scozia (bandiera)     | D     | Liam Smith          |
| 26 | Canada (bandiera)     | A     | Dario Zanatta       |
| 27 | Slovenia (bandiera)   | D     | Andraž Struna       |
| 30 | Scozia (bandiera)     | A     | Rory Currie         |
| 32 | Scozia (bandiera)     | C     | Tony Watt           |
| 46 | Germania (bandiera)   | D     | Lennard Sowah       |
| 51 | Scozia (bandiera)     | P     | Paul Gallacher      |
| 77 | Portogallo (bandiera) | A     | Esmaël Gonçalves    |
| 88 | Francia (bandiera)    | C     | Malaury Martin      |

## Risultati

### Scottish Premiership

#### Prima fase
| Arbitro: | John Beaton (Motherwell) |

|                   |           |                         |
| Walker 36’ (rig.) | Marcatori | 8’ Forrest 81’ Sinclair |

| Aberdeen 13 agosto 2016, ore 16:00 UTC+1 2ª giornata | Aberdeen     | 0 – 0 referto | Hearts | Pittodrie Stadium (13 559 spett.)\| Arbitro: \| Kevin Clancy \| |
| Arbitro:                                             | Kevin Clancy |               |        |                                                                 |

| Arbitro: | Steven McLean |

|                                             |           |            |
| Cowie 7’, 47’ Sammon 18’ Nicholson 78’, 79’ | Marcatori | 87’ Draper |

| Arbitro: | William Collum (Glasgow) |

|             |           |                       |
| Lindsay 55’ | Marcatori | 16’ Paterson 90’ Watt |

| Arbitro: | Craig Thomson (Paisley) |

|                                      |           |              |
| Walker 69’, 81’ (rig.) Nicholson 90’ | Marcatori | 50’ Crawford |

| Arbitro: | John Beaton (Motherwell) |

|             |           |  |
| Cummins 57’ | Marcatori |  |

| Edimburgo 24 settembre 2016, ore 16:00 UTC+1 7ª giornata | Hearts    | 0 – 0 referto | Ross County | Tynecastle Stadium (16 321 spett.)\| Arbitro: \| Alan Muir \| |
| Arbitro:                                                 | Alan Muir |               |             |                                                               |

| Arbitro: | Steven McLean |

|                |           |                                               |
| McFadden 90+2’ | Marcatori | 45’ Nicholson 67’ Paterson 84’ Sutchuin Djoum |

| Arbitro: | Kevin Clancy |

|                                |           |  |
| Paterson 68’ Maars Johnsen 89’ | Marcatori |  |

| Arbitro: | Craig Thomson (Paisley) |

|                   |           |  |
| Muirhead 44’, 60’ | Marcatori |  |

| Arbitro: | Andrew Dallas |

|                         |           |  |
| Coulibaly 22’ Smith 71’ | Marcatori |  |

| Arbitro: | Craig Thomson (Paisley) |

|                                   |           |                                                  |
| Raven 15’ Doumbouya 32’ Doran 55’ | Marcatori | 38’ Maars Johnsen 51’ Rherras 74’ Sutchuin Djoum |

| Arbitro: | Don Robertson |

|                         |           |                      |
| Bauben 25’ Paterson 87’ | Marcatori | 41’ Swanson 85’ Kane |

| Arbitro: | Steven McLean |

|                               |           |                                    |
| Crawford 24’ Bingham 46’, 68’ | Marcatori | 8’, 73’ (rig.) Walker 86’ Paterson |

| Arbitro: | Bobby Madden (East Kilbride) |

|                                   |           |  |
| Maars Johnsen 31’, 49’ Walker 66’ | Marcatori |  |

| Arbitro: | William Collum (Glasgow) |

|                               |           |                                |
| McEveley 43’ Boyce 86’ (rig.) | Marcatori | 66’ Maars Johnsen 67’ Paterson |

| Arbitro: | John Beaton |

|                       |           |  |
| Kiernan 29’ McKay 51’ | Marcatori |  |

| Arbitro: | Don Robertson |

|                   |           |           |
| Maars Johnsen 17’ | Marcatori | 47’ Welsh |

| Arbitro: | Kevin Clancy |

|                                   |           |                               |
| O'Dea 54’ McGowan 71’ Haber 90+3’ | Marcatori | 3’ (rig.) Walker 48’ Paterson |

| Arbitro: | Craig Thomson (Paisley) |

|                                                |           |  |
| Paterson 8’ Sutchuin Djoum 42’ Walker 48’, 70’ | Marcatori |  |

| Arbitro: | William Collum (Glasgow) |

|  |           |           |
|  | Marcatori | 66’ Hayes |

| Arbitro: | Bobby Madden (East Kilbride) |

|                                                     |           |  |
| McGregor 29’ Sinclair 77’, 90+1’ (rig.) Roberts 80’ | Marcatori |  |

| Arbitro: | Kevin Clancy |

|                                    |           |             |
| Nowak 4’ Walker 49’, 63’ Cowie 54’ | Marcatori | 36’ Hyndman |

| Arbitro: | Andrew Dallas |

|  |           |                                |
|  | Marcatori | 59’ Tziolīs 84’, 89’ Gonçalves |

| Arbitro: | Bobby Madden (East Kilbride) |

|                    |           |              |
| Sutchuin Djoum 64’ | Marcatori | 24’ Tremarco |

| Arbitro: | Nick Walsh |

|                        |           |  |
| Doohlan 5’ Lindsay 73’ | Marcatori |  |

| Arbitro: | Alan Muir |

|  |           |            |
|  | Marcatori | 51’ Schalk |

| Arbitro: | Craig Thomson (Paisley) |

|                                                          |           |  |
| Sutchuin Djoum 45+2’ Gonçalves 55’ Walker 58’ Martin 88’ | Marcatori |  |

| Arbitro: | Steven McLean |

|                     |           |  |
| Logan 21’ Hayes 60’ | Marcatori |  |

| Arbitro: | Kevin Clancy |

|  |           |                                                         |
|  | Marcatori | 24’, 27’, 84’ (rig.) Sinclair 55’ Armstrong 61’ Roberts |

| Arbitro: | Nick Walsh |

|                 |           |  |
| Shaughnessy 73’ | Marcatori |  |

| Arbitro: | Crawford Allan |

|               |           |  |
| Gonçalves 13’ | Marcatori |  |

| Kilmarnock 14 aprile 2017, ore 20:45 UTC+1 33ª giornata | Kilmarnock    | 0 – 0 referto | Hearts | Rugby Park (4 110 spett.)\| Arbitro: \| Euan Anderson \| |
| Arbitro:                                                | Euan Anderson |               |        |                                                          |

#### Poule scudetto
| Arbitro: | Andrew Dallas |

|                                 |           |                        |
| Gonçalves 69’ (rig.) Struna 88’ | Marcatori | 50’ Doolan 72’ Lawless |

| Arbitro: | William Collum (Glasgow) |

|               |           |                         |
| Gonçalves 61’ | Marcatori | 21’ Rooney 64’ O'Connor |

| Arbitro: | Bobby Madden (East Kilbride) |

|                     |           |               |
| Garner 6’ McKay 53’ | Marcatori | 51’ Gonçalves |

| Arbitro: | Don Robertson |

|          |           |  |
| Kane 26’ | Marcatori |  |

| Arbitro: | John Beaton (Motherwell) |

|                             |           |  |
| Griffiths 50’ Armstrong 76’ | Marcatori |  |

### Scottish Cup
| Arbitro: | John Beaton (Motherwell) |

|             |           |            |
| McManus 89’ | Marcatori | 37’ Walker |

| Arbitro: | John Beaton (Motherwell) |

|                                                                    |           |                      |
| Currie 35’ Martin 94’ (rig.) Walker 105’ (rig.) Maars Johnsen 114’ | Marcatori | 14’ Barr 101’ Hardie |

| Edimburgo 12 febbraio 2017, ore 13:30 UTC+0 Quinto Turno | Hearts                   | 0 – 0 referto | Hibernian | Tynecastle Stadium (16 971 spett.)\| Arbitro: \| William Collum (Glasgow) \| |
| Arbitro:                                                 | William Collum (Glasgow) |               |           |                                                                              |

| Arbitro: | Steven McLean |

|                                   |           |               |
| Cummings 21’ Holt 37’ Shinnie 63’ | Marcatori | 70’ Gonçalves |

### Scottish League Cup
| Arbitro: | Crawford Allan |

|                                   |           |                           |
| Swanson 10’, 75’ (rig.) McKay 80’ | Marcatori | 43’ Paterson 45+2’ Walker |

### UEFA Europa League

#### Qualificazioni
| Arbitro: | Vilhjálmur Alvar Þórarinsson |

|                                         |           |            |
| Buaben 28’ (rig.) Kalimullin 38’ (aut.) | Marcatori | 21’ Charin |

| Arbitro: | Petr Ardeleanu |

|                              |           |                                        |
| Charin 51’ Voskoboinikov 63’ | Marcatori | 2’ Paterson 9’, 52’ Rossi 45+1’ Öztürk |

| Paola 14 luglio 2016, ore 20:30 UTC+1 Secondo turno preliminare - Andata | Birkirkara      | 0 – 0 referto | Hearts | Hibernians Stadium (1 868 spett.)\| Arbitro: \| Ivaylo Stoyanov \| |
| Arbitro:                                                                 | Ivaylo Stoyanov |               |        |                                                                    |

| Arbitro: | Ville Nevalainen |

|            |           |                           |
| Sammon 74’ | Marcatori | 55’ Bubalović 67’ Herrera |